# 大會堂公共圖書館
大會堂公共圖書館（英語：City Hall Public Library）是位於香港島中西區中環香港大會堂的香港公共圖書館，位於大會堂高座（2-6樓及8-11樓），樓面面積3,277平方米，於1962年3月5日落成啟用。剛落成時稱大會堂中央圖書館（英語：City Hall Central Library），為了配合香港中央圖書館於2001年5月17日啟用，於2000年更名為大會堂公共圖書館。1976年增設音響圖書館，於2003年至2004年大會堂公共圖書館重新裝修及擴建參考圖書館。位於9樓的電腦資訊中心，則遷至6樓。大會堂公共圖書館是香港首間公共圖書館:15。香港中央圖書館於2001年5月17日成立前，大會堂公共圖書館是香港公共圖書館的總部。

## 歷史
在香港大會堂落成之前，香港民間及專上院校已自行設立不同的圖書館和閱讀室，例如英國文化協會和小童群益會皆有設立閱讀室，不過香港沒有政府提供的公共圖書館。1962年3月2日，大會堂啟用，獲港督柏立基參觀，他在來到還沒啟用的大會堂圖書館時，於現場登記了編號為「一」的圖書證:100。大會堂圖書館於5日啟用，為香港首間面向公眾的公共圖書館:11-13、100。它的成立吸引了大量讀者:15。當時它位於大會堂的4至5樓，藏有約25,000本書籍:100，並獲得羅旭龢的部分收藏:100。學海書樓亦於次年捐贈。1967年，它的館藏增至16萬。1976年，大會堂圖書館內新設了音響圖書館:100-101。1979年，獲聯合國指定為該組織出版物的香港儲存地點。1980年代初，它藏有約30萬份資料。
1993年，它引入了首個線上資料庫:104。同年至次年期間，參考圖書館搬到香港藝術館原本所在的9至11樓。1998年，增設自助借書機。1999年5月18日，新增了電腦資訊中心，讓用家能在圖書館內借用電腦搜尋資料和處理文件。次年，康樂及文化事務署表示為配合行政長官的施政報告，有計劃把大會堂公共圖書館發展成「工商專題圖書館」。2001年5月17日，香港中央圖書館啟用，讓大會堂圖書館於香港公共圖書館的總館地位移交給前者，學海書樓捐贈的館藏亦於同年轉移到中央圖書館。2003年11月27日，大會堂公共圖書館的參考圖書館新設了創造力及創新資源中心，收錄約1,500本以創造力及創新思維為主題的書籍及期刊。2004年12月19日，在獲香港賽馬會出資的前提下，香港特區政府與《基本法》研究中心共同創立的大會堂公共圖書館「基本法研究中心」啟用，提供《香港基本法》和其他地方憲制性法律的研究資料。2008年3月27日，它開始提供无线网络服務。

## 設施樓層

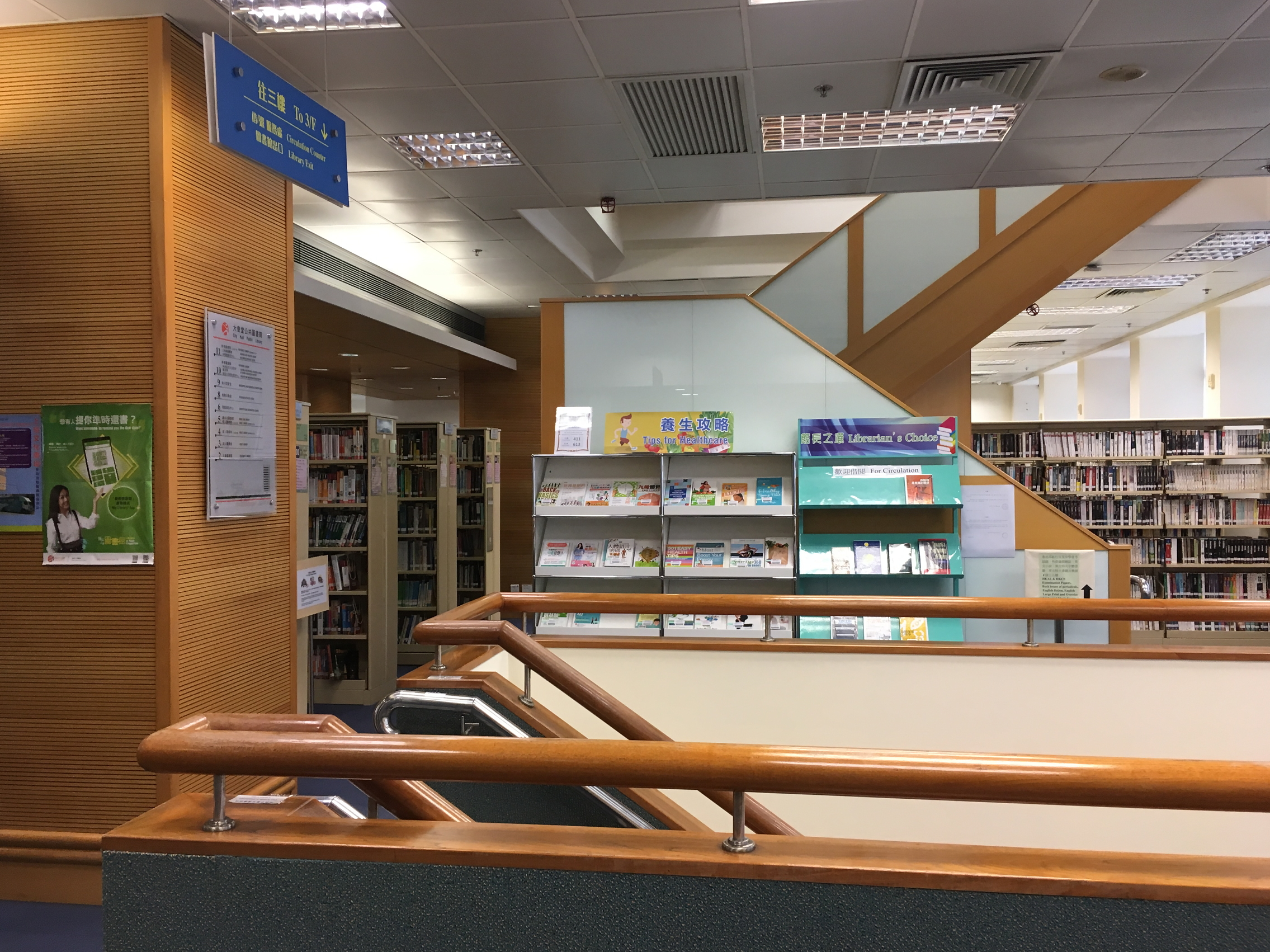
4樓成人借閱圖書館

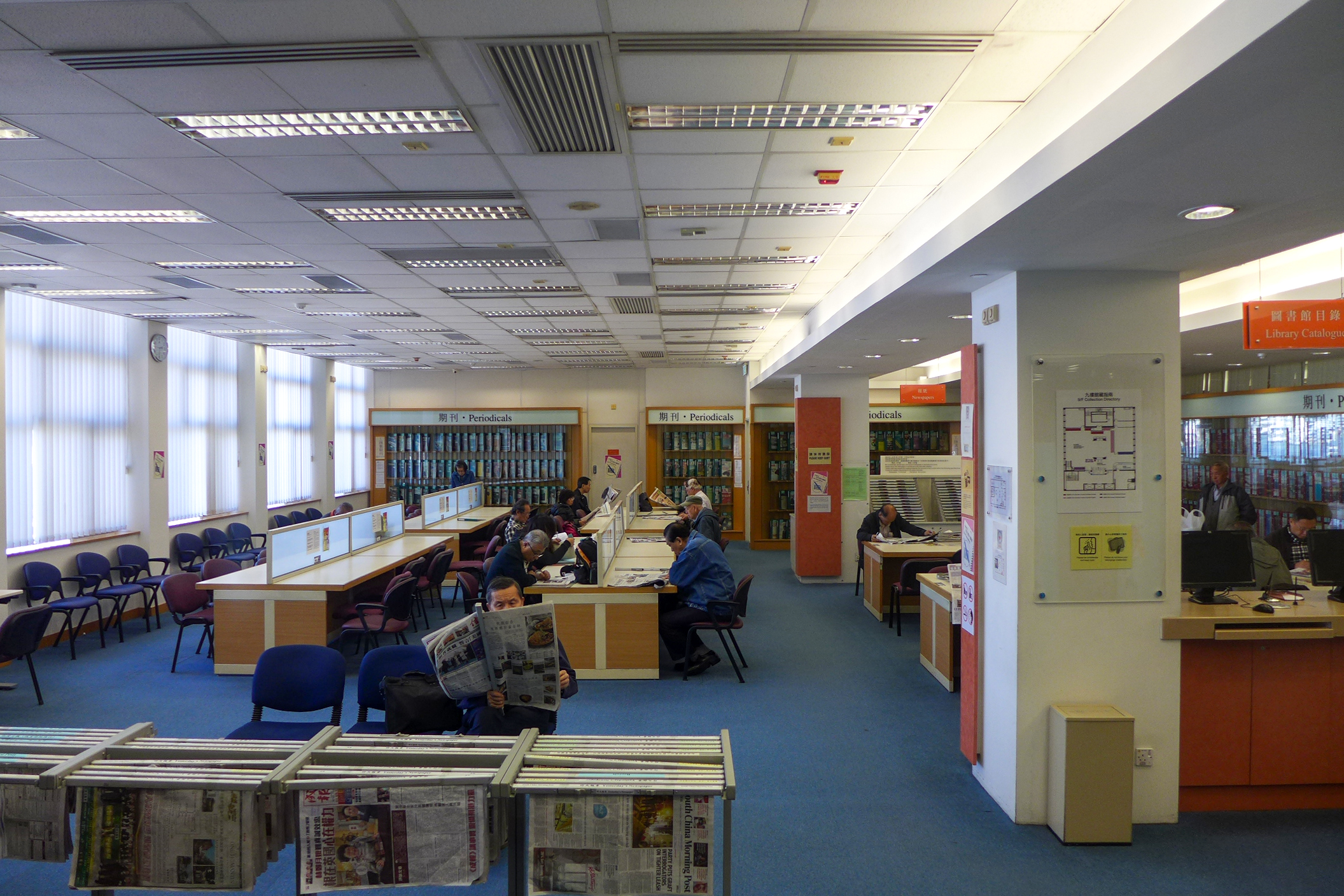
9樓報刊閱覽室

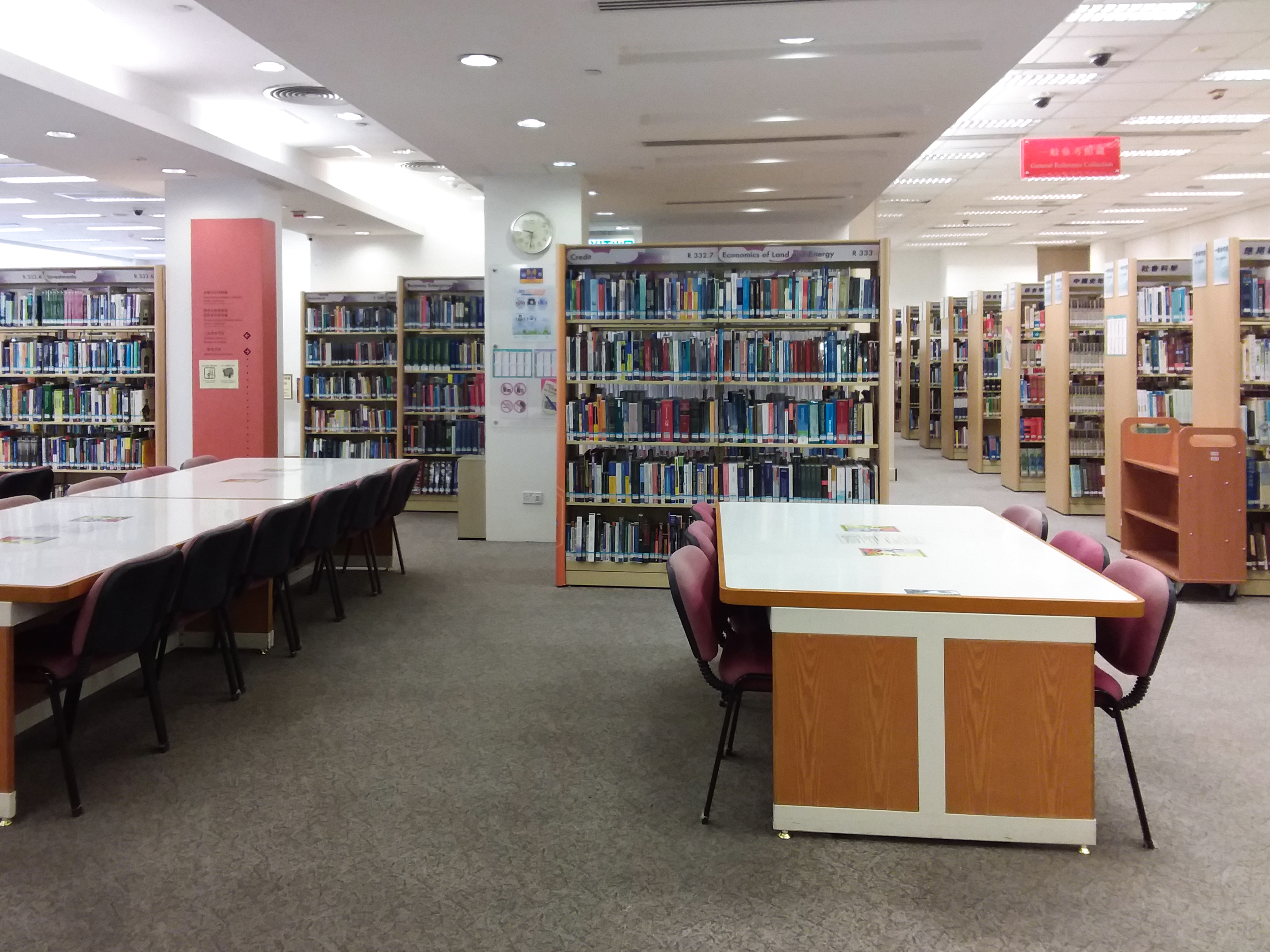
圖書館10樓

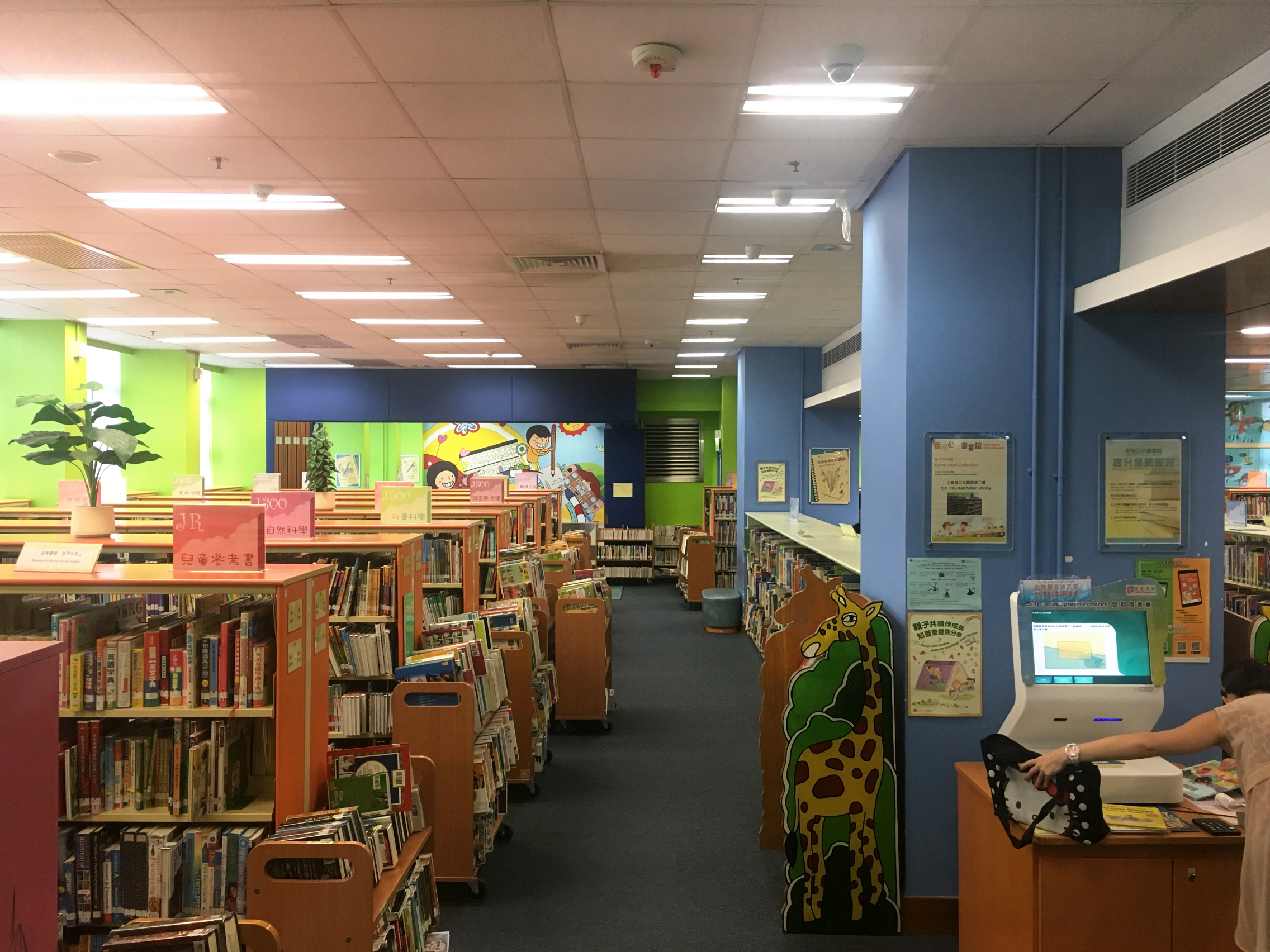
2樓為兒童圖書館
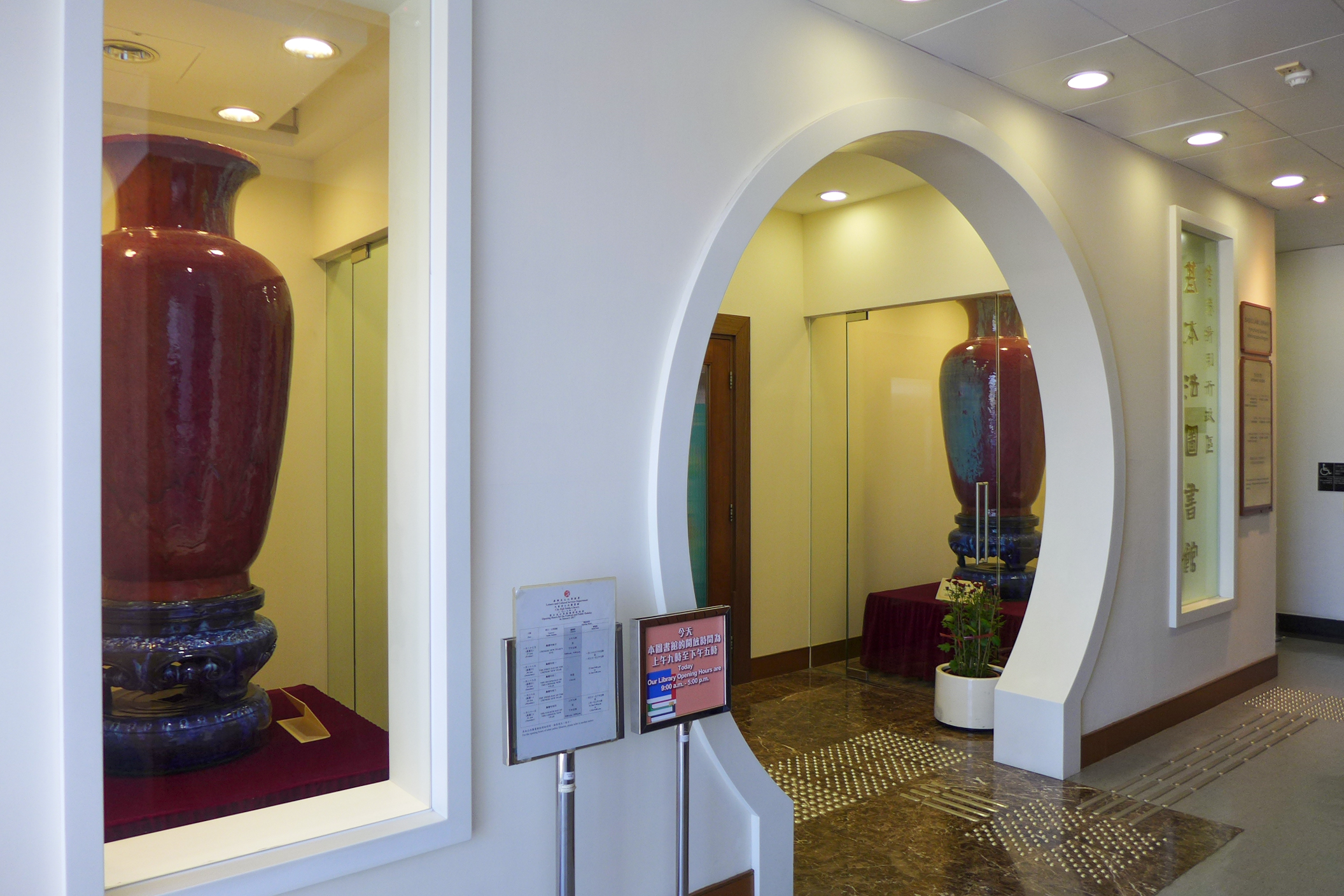
5樓為基本法圖書館
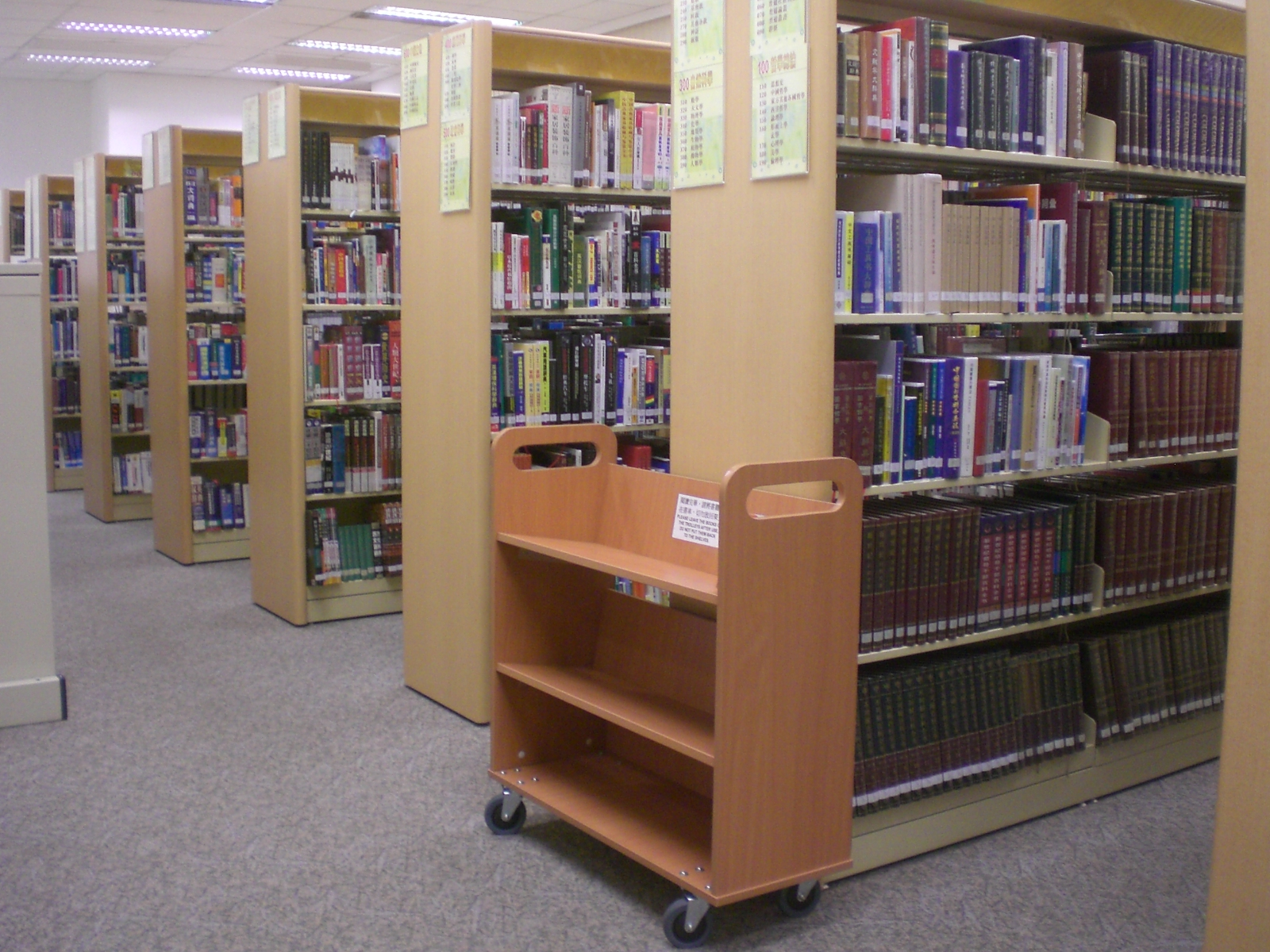
參考圖書館
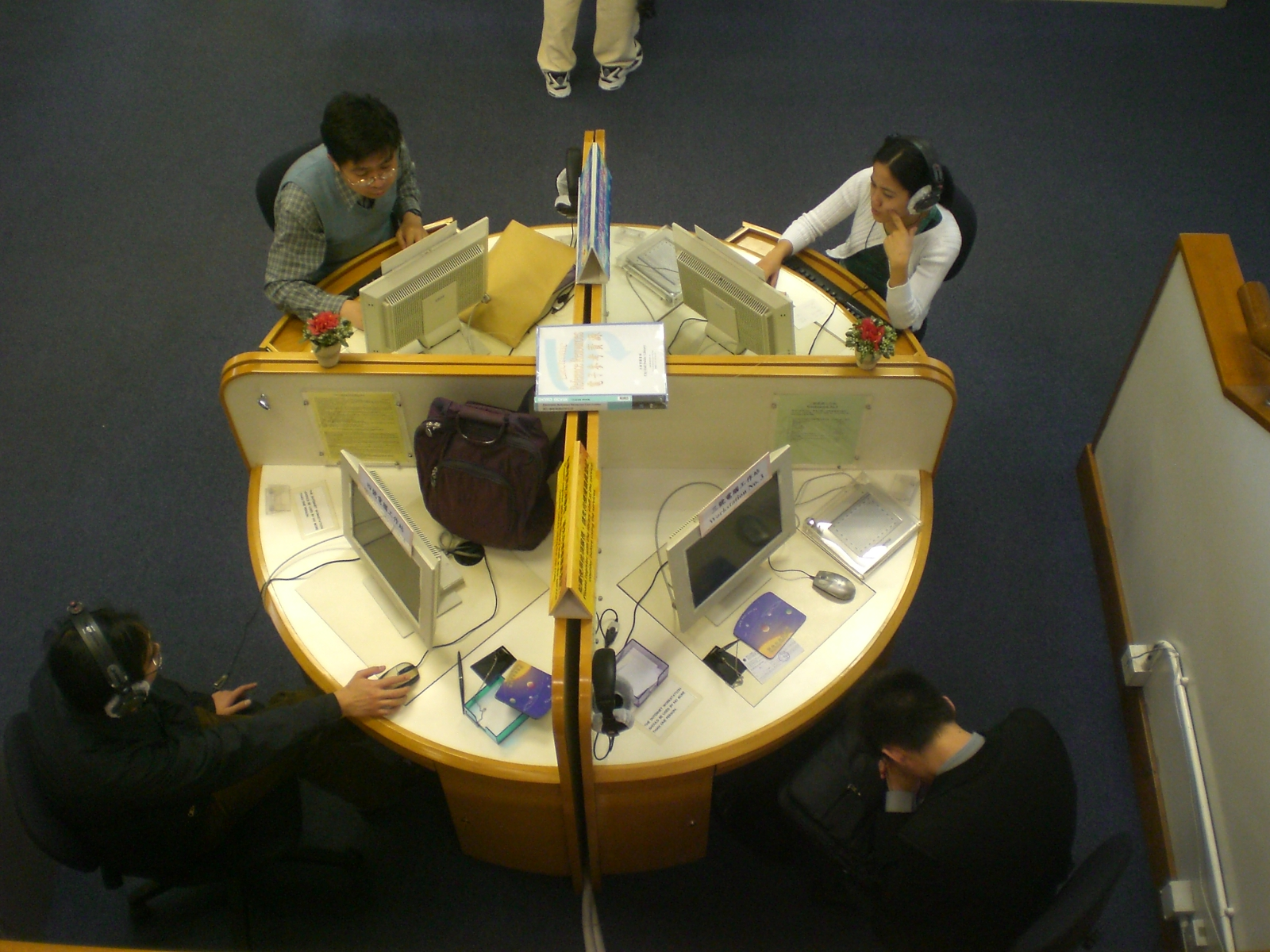
電腦上網學習

| 11樓 | 參考圖書館、工商業圖書館、多媒體資料中心                                 |
| 10樓 | 參考圖書館（入口）、創造力及創新資源中心、中西區文化及歷史資料角、貯物櫃 |
| 9樓  | 報刊閱覽室                                                               |
| 8樓  | 演奏廳、推廣活動室、洗手間                                               |
| 7樓  | 展覽館、南／北會議室                                                     |
| 6樓  | 電腦資訊中心、香港公共圖書館電腦組總辦事處                               |
| 5樓  | 成人借閱圖書館、基本法圖書館                                             |
| 4樓  | 成人借閱圖書館                                                           |
| 3樓  | 成人借閱圖書館（入口）、借還書櫃檯、貯物櫃                               |
| 2樓  | 兒童圖書館、兒童多媒體資料室、洗手間                                     |
| 1樓  | 婚姻登記處                                                               |
| 地面 | 圖書館出入口、圖書館衣物間                                               |

- 2樓為兒童圖書館
- 5樓為基本法圖書館
- 參考圖書館
- 電腦上網學習

## 迴響
2008年4月，《電腦廣場》在測試該圖書館的無線網絡服務時，形容部分位置的訊號接收不良，但讚揚「整理環境理想」和「座椅設施充足」。

## 外部連結
- 大會堂公共圖書館（页面存档备份，存于）